# Vinsobres
Vinsobres – miejscowość i gmina we Francji, w regionie Owernia-Rodan-Alpy, w departamencie Drôme.
Według danych na rok 1990 gminę zamieszkiwały 1062 osoby, a gęstość zaludnienia wynosiła 30 osób/km² (wśród 2880 gmin regionu Rodan-Alpy Vinsobres plasuje się na 746. miejscu pod względem liczby ludności, natomiast pod względem powierzchni na miejscu 146.).